# Купажне вино

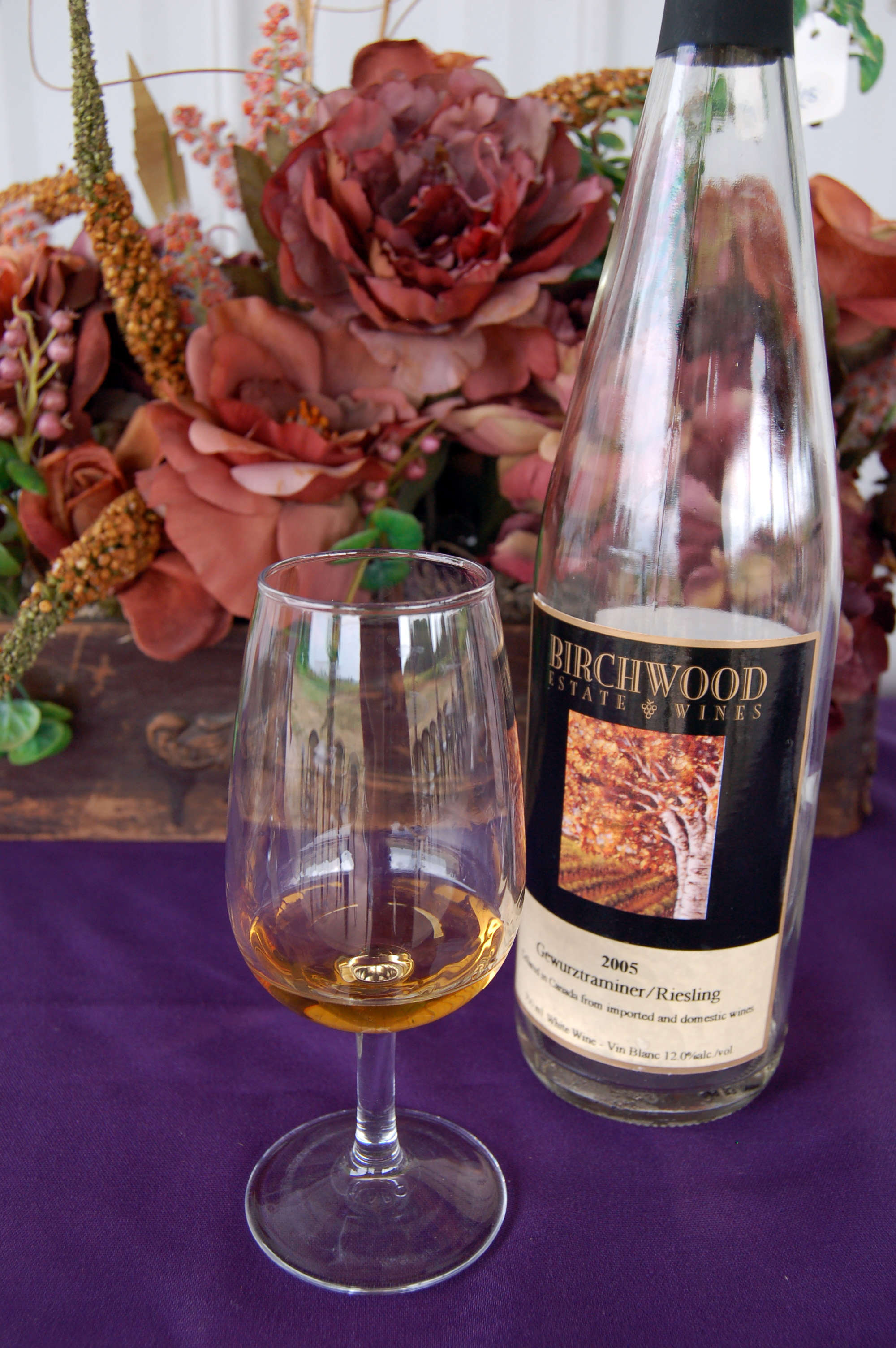
Асамбляжне вино Ґевюрцтрамінер-Рислінг

Асамбляжне вино — вино, яке є сумішшю вин з декількох сортів винограду та/або врожаїв (на відміну від вина сортового).
Винороби використовують різні сорти винограду для того, аби збалансувати смакові та ароматичні властивості кінцевого продукту, а також для впливу на здатність до витримки. Наприклад, сорт Каберне Совіньйон, взятий окремо, може мати доволі жорсткі таніни та надто високу, як на смак більшості споживачів, кислотність. Натомість, вина з Каберне Совіньйон завдяки саме кислотам та танінам, можуть бути витриманими протягом багатьох років, набуваючи нових бажаних якостей. Традиційно його комбінують з іншими сортами — Мерло або Сіра, які здатні додати вину фруктові аромати, м'якість та солодкість, але які самі не мають такого потенціалу до витримки.
Зазвичай у купажних винах змішують вже готові вина з окремих сортів винограду (процес цей зветься «ассамбляж»). Однак виробники в деяких регіонах змішують виноград різних сортів вже на стадії мусту до початку ферментації.
Традиційно більшість вин так званого Старого Світу (Франція, Італія, Іспанія) є винами купажними. Яскравим прикладом є вина Бордо, які є сумішшю Каберне Совіньйон, Мерло, Каберне Фран, Пті Вердо та Мальбек.
Вина Нового світу (США, Австралія, Чилі, Аргентини та ін.) навпаки: традиційно є здебільшого винами сортовими.
Домінантна світова тенденція — перехід саме до вин сортових з чітким зазначенням вживаних сортів на етикетці, оскільки це спрощує споживачеві процес прийняття рішення.
Треба відзначити, що більшість сортових вин також не містять 100% винограду одного сорту, але частка інших сортів зазвичай обмежена 15%. Прикладами повністю сортових вин є Шаблі (100% Шардоне), німецький Рислінг, італійське Бароло (100% винограду Неббіоло).